# Živogošće
Živogošće falu Horvátországban, Split-Dalmácia megyében. Közigazgatásilag Podgorához tartozik.

## Fekvése
Makarska központjától 18 km-re, községközpontjától 10 km-re délkeletre Közép-Dalmáciában, a Biokovo-hegység lejtői alatt a tengerparton, az Adria-parti főút mentén, a makarskai riviérán fekszik. Településrészei a tengerparti Porat, Mala Duba és Blato, valamint az ötven méterrel magasabban fekvő régi út menti Strnj és Murava.

## Története
Živogošće a régészeti leletek tanúsága szerint már az ókorban is lakott volt. Erre utalnak a határában található illír halomsírok. A mai ferences kolostor közelében forrás található, melynél a rómaiak villagazdaságot létesítettek. A helynek Liciniana volt a római neve, melyet a közeli tengerparton található sziklába vésett, a Pokrivenica forrást dicsőítő vers tartalmaz. A kolostor kerengőjében ókeresztény bazilika maradványai találhatók, melyből azt a következtetést lehet levonni, hogy a hely birtokosa Licinian keresztény volt. A település maga is az élővíz (živa voda) forrásról kapta a nevét. Živogošće településként a 13. században szerepel először írott forrásban. A török a 15. század végén szállta meg ezt a vidéket. A település azután lett különösen ismert, hogy a 17. században Mostar környékéről ferences atyák érkeztek ide. A ferencesek 1563-ban először a közeli Drašnicére jöttek, majd onnan 1615 körül települtek át Živogošćére, ahol megalapították kolostorukat, amely mellett felépítették kis templomukat. A kolostorból kiindulva látták el ezután a környék településeinek lelki szolgálatát. Már a kolostor megalapításától fogva működött itt alapiskola és középiskola is. A térség 1684-ben szabadult fel végleg a több mint kétszáz éves török uralom alól. Ezután Velencei Köztársaság része lett. 1735-től 1807-ig a szerzetesek távozásáig a kolostorban noviciátus is működött. A velencei uralomnak 1797-ben vége szakadt és osztrák csapatok vonultak be Dalmáciába. 1806-ban az osztrákokat legyőző franciák uralma alá került, de Napóleon lipcsei veresége után 1813-ban újra az osztrákoké lett. 1807-ben a kolostort megszállta a francia katonaság elűzve a szerzeteseket, 1821-ben azonban újra visszatértek a ferencesek. A településnek 1857-ben 542, 1910-ben 818 lakosa volt. 1918-ban az új szerb-horvát-szlovén állam, majd később Jugoszlávia része lett. A település a háború után a szocialista Jugoszláviához került. 1973-ban a kolostor emeleti keleti részébe Zágrábból a Miasszonyunk Társaságának szerzetes nővérei érkeztek. Az Adria-parti főút megépítése fellendítette a turistaforgalmat. A lakosság az 1962-es földrengést követően, majd a főút megépítése után a hegyi településrészekről a tengerpart közelébe költözött át. 1991 óta a független Horvátországhoz tartozik. 2011-ben 509 lakosa volt, akik főként a turizmusból éltek.

## Lakosság
| Lakosság változása | Lakosság változása | Lakosság változása | Lakosság változása | Lakosság változása | Lakosság változása | Lakosság változása | Lakosság változása | Lakosság változása | Lakosság változása | Lakosság változása | Lakosság változása | Lakosság változása | Lakosság változása | Lakosság változása | Lakosság változása |
| ------------------ | ------------------ | ------------------ | ------------------ | ------------------ | ------------------ | ------------------ | ------------------ | ------------------ | ------------------ | ------------------ | ------------------ | ------------------ | ------------------ | ------------------ | ------------------ |
| 1857               | 1869               | 1880               | 1890               | 1900               | 1910               | 1921               | 1931               | 1948               | 1953               | 1961               | 1971               | 1981               | 1991               | 2001               | 2011               |
| 542                | 599                | 629                | 792                | 789                | 818                | 779                | 695                | 612                | 538                | 461                | 434                | 402                | 457                | 538                | 509                |

## Nevezetességei
- A Szent Kereszt tiszteletére szentelt római katolikus temploma és kolostora[4] a település meghatározó épülete. A ferencesek 1615 körül Drašnicéről érkeztek ide és csakhamar felépítették kolostorukat. 1620-ra felépült a mai templom helyén állt kis méretű kolostortemplom is, melyet 1766-ban elbontottak és a helyére építették fel a mai templomot, amely 25 méter hosszú és 9,20 méter széles. A templom melletti harangtorony egy emelet magas. A templom homlokzatán körablak, a szentélyben fából faragott oltár látható. Az oltár mögött található a sekrestye, efelett pedig a szerzetesek kórusa az orgonával. A templomhajóban Szűz Mária, Szent Antal, Jézus szíve és Szent Paszkál tiszteletére szentelt oltárok állnak, valamennyi a 19. században készült. A Szűz Mária oltár Szűzanya a kis Jézussal képe a skót származású magyar festőművész, Falkoner Polikarp alkotása a 18. század első feléből. A Szűz Mária oltár mellett a Fájdalmas Szűzanya bádoglemezre festett képe látható. A templomban egy harmadik Mária-kép is található, mely ugyancsak a magyar művész alkotása. Ezt a képet Petar Karapandžić atya adományozta 1727-ben a templomnak, aki Mária Terézia gyóntatójaként abban az időben Bécsben tartózkodott és a császárnő eredetileg a képet neki ajándékozta. A kolostor 1906-ban kapta mai formáját, de ezután is többször javították és megújították.
- A Szent Domonkos tiszteletére szentelt temploma 1903-ban épült a régi, kisebb templom helyén neoromán stílusban. A templom a tengerpart feletti hegyen áll, ahol a mai temető is található. A templom ötszögű apszissal, bejárata felett kőrozettával épült. A homlokzat felett található a harangtorony. A főoltárt 1903-ban Miho Markovina spliti mester készítette, Szent Domonkos és Szent Ferenc szobrai láthatók rajta.
- A tengerparton a Pokrivenica-forrás feletti sziklába 16 latin hexameterből álló epigrammát véstek. A 474-ből származó felirat a klasszikus latin irodalom szép példája, szerzője a római számvevő Licinian a ma is ott csobogó forrást dicsőíti vele.[5]

## Galéria
- Blato településrész a hegyről nézve
- Blato házai a Biokovo-hegység alatt
- A ferences kolostor épülete
- A Szent Kereszt plébániatemplom
- A plébániatemplom belseje
- Látkép a Biokovo-hegységgel